# GSC3986-55
GSC3986-55 — хімічно пекулярна зоря спектрального класу B5, що має видиму зоряну величину в смузі V приблизно 11,7.